# Prochaetoderma
Prochaetoderma är ett släkte av blötdjur. Prochaetoderma ingår i familjen Prochaetodermatidae.
Kladogram enligt Catalogue of Life:
| Prochaetoderma | \| \| Prochaetoderma californicum \| \| \| \| \| \| Prochaetoderma yongei \| \| \| \| |
|                | \| \| Prochaetoderma californicum \| \| \| \| \| \| Prochaetoderma yongei \| \| \| \| |
|                | Spathoderma                                                                           |
|                |                                                                                       |
|                | Prochaetoderma californicum                                                           |
|                |                                                                                       |
|                | Prochaetoderma yongei                                                                 |
|                |                                                                                       |

|  | Prochaetoderma californicum |
|  |                             |
|  | Prochaetoderma yongei       |
|  |                             |